# Mezquita Ibn Ruschd-Goethe
La mezquita Ibn Rushd-Goethe  es la primera mezquita que se describe como liberal en Berlín. Fue inaugurada en junio de 2017 y lleva el nombre del político erudito medieval andaluz-árabe Ibn Rushd y del escritor y estadista alemán Johann Wolfgang von Goethe. La mezquita fue fundada por Seyran Ateş, una abogada alemana y feminista de ascendencia kurdo-turca. La mezquita se caracteriza por ser liberal; prohíbe cubrirse la cara, permite que mujeres y hombres oren juntos, y acepta fieles LGBT.

## Antecedentes
La mezquita está abierta a sunnitas, chiitas y otros musulmanes. No se permite el velo integral como los burkas o nicabs. Los hombres y las mujeres rezan juntos y las mujeres no están obligadas a usar hiyab (pañuelo islámico). Además, los musulmanes gays y lesbianas pueden entrar a la mezquita a rezar. Es la primera mezquita de este tipo en Alemania y una de las primeras en Europa y en todo el mundo.
La fundadora, Seyran Ateş, dijo: "Necesitamos una histórica y crítica exégesis del Corán" y "Una escritura del siglo VII no puede ni debe tomarse literalmente. Defendemos una lectura del Corán que está orientada a la misericordia, el amor de Dios y sobre todo a la paz ". La mezquita es un "lugar para todas aquellas personas que no cumplen con las normas y regulaciones de los musulmanes conservadores".

## Historia
La mezquita fue fundada por la abogada y feminista alemana de ascendencia turca/kurda el 16 de junio de 2017. Ates dijo a la revista de noticias Der Spiegel que "nadie podrá entrar con un velo niqab o burqa". Esto  por razones de seguridad y también creemos que los velos completos no tienen nada que ver con la religión, sino que son una declaración política ". Dijo también a los periodistas que se inspiró en Wolfgang Schäuble, el ministro de Finanzas de Alemania, quien le dijo que los musulmanes liberales deberían unirse.
Después de que Ateş abriera la mezquita en Berlín, la policía la comenzó a proteger continuamente, ya que recibió numerosas amenazas de muerte.

## Reacciones
Los medios de comunicación turcos mostraron la mezquita Rushd-Goethe como parte del movimiento de Gülen. Esta afirmación fue negada por Ercan Karakoyun quién es el presidente de la fundación Stiftung Dialog und Bildung, afiliada al movimiento Gülen en Alemania. Asimismo, la declaración había sido negado por la propia mezquita. hay en general un tono agresivo contra la mezquita en Turquía. La institución de la fatwa en Egipto, una potencia en el mundo islámico, calificó a la mezquita como un ataque al islam. Una fatua contra la mezquita había sido declarada.
Después de las amenazas masivas, los fundadores de la mezquita criticaron la inmensa intimidación que enfrentaban los musulmanes liberales. Pidieron tolerancia y respeto con respecto a su interpretación del Corán. Sin embargo, la seguridad personal para la fundadora Seyran Ateş tuvo que aumentarse significativamente después de la evaluación de la Oficina de Policía Criminal del Estado de Berlín, aumentando así el número de guardaespaldas. Según Seyran Ateş, recibió cerca de un centenar de amenazas de muerte desde la apertura de la mezquita.
La autoridad religiosa turca y el Consejo egipcio de Fatwa en la Universidad de Al-Azhar condenaron su proyecto y recibió amenazas de muerte de parte de ellos. La fatwa abarcó todas las mezquitas liberales presentes y futuras.
La universidad Al-Azhar se opone a la reforma liberal del islam y emitió una fatwa contra la mezquita liberal Ibn-Rushd-Goethe en Berlín porque prohibió los velos que cubren la cara como el burqa y el niqab en sus instalaciones, mientras que permite que mujeres y hombres oren juntos y acepta a los homosexuales.